# Wyrok
Wyrok – orzeczenie sądu, rozstrzygające merytorycznie o kwestii będącej przedmiotem postępowania sądowego.
W postępowaniu karnym jest to rozstrzygnięcie w przedmiocie winy oskarżonego, mogące zawierać także rozstrzygnięcia o karze, środkach karnych, środkach kompensacyjnych, przepadku lub środkach zabezpieczających.
W postępowaniu cywilnym, w procesie, wyrok rozstrzyga o zasadności dochodzonego przez powoda roszczenia lub innej kwestii będącej przedmiotem postępowania. W postępowaniu nieprocesowym nie wydaje się wyroków, lecz postanowienia.
Ponadto wyroki wydają Trybunał Konstytucyjny i Trybunał Stanu.

## Sentencja wyroku
Treść (sentencja) wyroku składa się z części wstępnej (komparycji, rubrum) oraz tenoru (formuły) rozstrzygnięcia.

### Rubrum
- sygnatura akt sprawy,
- wizerunek orła w koronie,
- nagłówek wyroku z oznaczeniem jego rodzaju i inwokacją do Rzeczypospolitej Polskiej,
- data i miejsce wydania wyroku,
- oznaczenie sądu i wydziału, w którym zapadł wyrok,
- wymienienie członków składu orzekającego oraz protokolanta,
- wskazanie prokuratora, jeśli brał udział w sprawie,
- data i miejsce rozpoznania sprawy oraz rodzaj posiedzenia,
- określenie stron,
- zwięzłe oznaczenie przedmiotu sprawy.

### Tenor
Tenor zawiera rozstrzygnięcie o żądaniach stron, postanowienia dodatkowe oraz orzeczenie o kosztach postępowania.
Sentencję wyroku wieńczą podpisy wszystkich członków składu orzekającego. W przypadku niepodpisania wyroku, lub też podpisania przez inny skład niż dotychczas orzekający w sprawie, wyrok uznaje się za nieistniejący w sensie prawnoprocesowym. W przypadku sporządzenia uzasadnienia do wyroku sentencja i uzasadnienie wymagają oddzielnych podpisów.

## Środki zaskarżenia i prawomocność wyroku
Wyrok wydany w I instancji może zostać zaskarżony apelacją (w przypadku sądu administracyjnego przysługuje skarga kasacyjna).
Z chwilą bezskutecznego upływu terminu do wniesienia apelacji (skargi kasacyjnej) lub z chwilą ogłoszenia wyroku w postępowaniu odwoławczym (kasacyjnym), wyrok staje się prawomocny, a tym samym – zależnie od rodzaju zawartego w nim rozstrzygnięcia – wykonalny bądź skuteczny. Treść wyroku prawomocnego może zostać wzruszona tylko wyjątkowo, za pomocą nadzwyczajnych środków odwoławczych.